# Wasilij Batiajew
Wasilij Siergiejewicz Batajew (ros. Василий Сергеевич Батяев, ur. 11 lutego 1920 we wsi Tieniowo w rejonie wadinskim w obwodzie penzeńskim, zm. 28 maja 1970 w Charkowie) – radziecki lotnik wojskowy, pułkownik, Bohater Związku Radzieckiego (1946).

## Życiorys
Od początku lat 30. mieszkał w Stalinogorsku (obecnie Nowomoskowsk), do 1936 skończył 8 klas szkoły, pracował jako elektromonter w kombinacie chemicznym, w 1938 ukończył aeroklub. Od lutego 1939 służył w Armii Czerwonej, w 1940 ukończył Kaczyńską Wojskową Wyższą Szkołę Lotniczą Pilotów, później służył w lotnictwie Kijowskiego Okręgu Wojskowego. Od czerwca 1941 uczestniczył w wojnie z Niemcami jako pilot, potem dowódca klucza i zastępca dowódcy eskadry 88 pułku lotnictwa myśliwskiego, w 1943 skończył kursy doskonalenia kadry oficerskiej w Lipiecku, od lipca 1943 do maja 1945 był dowódcą eskadry 54 gwardyjskiego pułku lotnictwa myśliwskiego 1 Gwardyjskiej Dywizji Lotnictwa Myśliwskiego 16 Armii Powietrznej. Walczył na Froncie Południowym, Centralnym i 1 Białoruskim, brał udział w walkach obronnych na południu Ukrainy, w bitwie pod Stalingradem i pod Kurskiem, walkach na terytorium Białorusi i Polski i operacji berlińskiej, był dwukrotnie ranny (23 sierpnia i 21 października 1941). Wykonał 614 lotów bojowych i brał udział w 233 walkach powietrznych, w których strącił osobiście 9 i w grupie 11 (według innych danych odpowiednio 11 i 7) samolotów wroga. Po wojnie służył w Grupie Wojsk Radzieckich w Niemczech i w Nadbałtyckim Okręgu Wojskowym jako nawigator i zastępca dowódcy pułku, w 1948 ukończył wyższe kursy oficerskie w Lipiecku, a w 1954 Akademię Sił Powietrznych w Monino, później służył w lotnictwie wojsk obrony przeciwlotniczej, w 1961 zakończył służbę w stopniu pułkownika.

## Odznaczenia
- Złota Gwiazda Bohatera Związku Radzieckiego (15 maja 1946)
- Order Lenina (1946)
- Order Czerwonego Sztandaru (czterokrotnie, 1941, 1942, 1942 i 1943)
- Order Aleksandra Newskiego (1945)
- Order Czerwonej Gwiazdy (1954)

I medale.